# 卫语句
在计算机程序设计中，卫（guard）是布尔表达式，其结果必须为真，程序才能执行下去。卫语句（guard code或guard clause）用于检查先决条件。卫语句的用途，例如：
- 引用（reference）使用前检查是否为空引用；
- 处置模式（英语：dispose pattern）使用一个布尔域，使得释放资源操作成为幂等运算，即多次释放资源等效于只释放一次。

## 概述
卫语句可用于子进程的提前退出（early exit），这是结构化程序设计的一种常见偏离，可删除一层嵌套使得代码更扁平： 把if guard { ... }替代为：if not guard: return; ....
在APL、Haskell、Clean、Erlang、occam、Promela、OCaml、Swift与Scala程序设计语言中，这一术语有特殊含义。
Mathematica中，卫被称为约束（constraints）。
形式化方法的一种语言，守卫命令语言中，卫是基础概念。
在增强的模式匹配中，卫语句用于跳过一些即使结构匹配的模式。
条件语句中的布尔表达式也符合卫的定义，虽然被称作“条件”。
下述Haskell语言的例子，卫出现在每对"|"与"="之间：
```
f
 
x

 
|
 
x
 
>
 
0
 
=
 
1

 
|
 
otherwise
 
=
 
0

```

这类似于如下的数学表示的"if"与"otherwise" 子句就是卫语句：
{\displaystyle f(x)=\left\{{\begin{matrix}1&{\mbox{if }}x>0\\0&{\mbox{otherwise}}\end{matrix}}\right.}
如果有多个平行的卫语句，则按照自顶向下顺序，第一个通过的分支被选择。

## 例子
```
public
 
string
 
Foo
(
string
 
username
)
 
{

    
if
 
(
username
 
==
 
null
)
 
{

        
throw
 
new
 
ArgumentNullException
(
nameof
(
username
));

    
}

    
// Rest of the method code follows here...

}

```